# Heliconius xanthosticta
Heliconius xanthosticta är en fjärilsart som beskrevs av Apolinar 1926. Heliconius xanthosticta ingår i släktet Heliconius och familjen praktfjärilar. Inga underarter finns listade i Catalogue of Life.